# هيزل سميث
هيزل سميث (بالإنجليزية: Hazel Smith)‏ هي صحفية أمريكية، ولدت في 31 مايو 1934 في مقاطعة كاسويل في الولايات المتحدة، وتوفيت في 18 مارس 2018 في Madison, Tennessee ‏ في الولايات المتحدة.

## وصلات خارجية
- هيزل سميث على موقع IMDb (الإنجليزية)
- هيزل سميث على موقع ميوزك برينز (الإنجليزية)